# Timmiella corniculata
Timmiella corniculata är en bladmossart som beskrevs av Brotherus 1902. Timmiella corniculata ingår i släktet Timmiella och familjen Pottiaceae. Inga underarter finns listade i Catalogue of Life.